# Oston Urunov
Oston Rustam ogly Urunov (en ouzbek : Остон Рустам оглы Ўрунов, Oston O‘runov) est un footballeur international ouzbek né le 19 décembre 2000 à Navoï. Il évolue au poste de milieu de terrain au Persépolis FC.

## Biographie

### Carrière en club
Natif de Navoï, Oston Urunov effectue ses premiers pas de footballeur au sein du club local de la ville. Après que son équipe ait terminée troisième d'un tournoi national pour jeunes, il est repéré par les recruteurs du Pakhtakor Tachkent dont il intègre dans la foulée le centre de formation. Il entre dans l'équipe des jeunes à partir de 2016 et apparaît plusieurs fois sur le banc des remplaçants lors du début de la saison 2017, mais ne fait aucune entrée en jeu. Il est finalement prêté au Navbahor Namangan pour la deuxième partie de l'exercice, faisant ses débuts en championnat le 16 septembre 2017 contre le Metallurg Bekabad à l'âge de 16 ans, puis inscrivant son premier but le 19 novembre suivant face à l'AGMK Almalyk.
Restant par la suite à Namangan où il signe de manière définitive, Urunov s'impose de manière constante au sein de l'équipe, jouant 30 rencontres dont 29 en tant que titulaire tandis que le Navbahor termine troisième en championnat, ce qui lui vaut d'être élu meilleur jeune de la compétition. Il poursuit sur sa lancée lors de l'exercice 2019, qui le voit rejoindre à l'été 2019 le Lokomotiv Tachkent où il s'impose là immédiatement comme titulaire et joue l'intégralité de la fin de saison qui voit le club finir second.
Urunov quitte l'Ouzbékistan au mois de février 2020 pour signer dans le club russe du FK Oufa où il joue une dizaine de matchs à la fin de la saison 2019-2020 qui voit son équipe finir neuvième. Il connaît dans la foulée un nouveau transfert dès le mois d'août suivant en faveur du Spartak Moscou pour qui il fait quelques apparitions en fin d'année 2020, marquant notamment un but en Coupe de Russie face au Rodina Moscou (victoire 5-1). Il n'y termine cependant pas la saison et fait son retour à Oufa dès le mois de février 2021 sous la forme d'un prêt avec option d'achat, disputant par la suite dix matchs pour une passe décisive délivrée. Le prêt d'Urunov est par la suite renouvelé pour l'exercice 2021-2022.

### Carrière internationale
Oston Urunov est appelé pour la première fois au sein de la sélection ouzbèke par Héctor Cúper au mois de juin 2019, et connaît sa première sélection le 2 juin lors d'un match amical face à la Turquie.

## Statistiques
| Saison                | Club                     | Championnat           | Championnat | Championnat | Coupe(s) nationale(s) | Coupe(s) nationale(s) | Compétition(s) continentale(s) | Compétition(s) continentale(s) | Compétition(s) continentale(s) | Total | Total |
| Saison                | Club                     | Division              | M.          | B.          | M.                    | B.                    | Comp.                          | M.                             | B.                             | M.    | B.    |
| 2017                  | Navbahor Namangan (prêt) | D1                    | 9           | 1           | -                     | -                     | -                              | -                              | -                              | 9     | 1     |
| 2018                  | Navbahor Namangan        | D1                    | 30          | 0           | -                     | -                     | -                              | -                              | -                              | 30    | 0     |
| 2019                  | Navbahor Namangan        | D1                    | 12          | 2           | -                     | -                     | -                              | -                              | -                              | 12    | 2     |
| 2019                  | Lokomotiv Tachkent       | D1                    | 13          | 1           | 1                     | 0                     | -                              | -                              | -                              | 14    | 1     |
| 2019-2020             | FK Oufa                  | D1                    | 10          | 0           | -                     | -                     | -                              | -                              | -                              | 10    | 0     |
| 2020-2021             | Spartak Moscou           | D1                    | 8           | 0           | 1                     | 1                     | -                              | -                              | -                              | 9     | 1     |
| 2020-2021             | FK Oufa (prêt)           | D1                    | 8           | 0           | 2                     | 0                     | -                              | -                              | -                              | 10    | 0     |
| 2021-2022             | FK Oufa (prêt)           | D1                    | 17          | 0           | -                     | -                     | -                              | -                              | -                              | 17    | 0     |
| 2022-2023             | Oural Iekaterinbourg     | D1                    | 2           | 0           | 1                     | 0                     | -                              | -                              | -                              | 3     | 0     |
| Total sur la carrière | Total sur la carrière    | Total sur la carrière | 109         | 4           | 5                     | 1                     | -                              | -                              | -                              | 114   | 5     |